# Sân bay Gobabis
Sân bay Gobabis (IATA: GOG, ICAO: FYGB) là một sân bay ở Gobabis, Namibia.